# Auguste Capdeville
Auguste Capdeville, né le 23 juillet 1855 à Béziers et mort le 11 avril 1934 à Barcelone est un poète, écrivain et journaliste français du XXe siècle. Il écrit sous plusieurs pseudonyme dont Ellivedpac qui est son nom renversé.

## Biographie
Marie Victor Auguste Capdeville, né le 23 juillet 1855 à Béziers, est le fils de Léon Victor Hercule Capdeville, propriétaire (né vers 1832) et de Marie Joséphine Jeanne Elisabeth Eulalie Alengry (née vers 1833).
« Poète né » comme le qualifie L'Écho des jeunes dans l'article biographique publié sur lui en 1905, il est l'auteur d'une production importante comportant plusieurs dizaines de recueils.
Journaliste, il collabore à plus de 230 journaux à travers l’Europe comme La Libre Parole, La Patrie, Le Tintamarre, L’Écho des Jeunes, La Plume, L’Étincelle, Le Rigolo, Journal des petits chéris, l’Écho des coiffeurs illustrés, la Brise du soir, Le Décadent littéraire et artistique, Le Fantaisiste.
Il est surtout connu comme rédacteur en chef et fondateur du Journal des abrutis, qui parait à Paris de 1876 à 1891, et pour son talent pour les calembours et jeux d’esprits. C'est sous son pseudonyme Ellivedpac qu'il signe ses poésies et textes humoristiques. Il est l'auteur de nombreux anagrammes, logogriphes et métagrammes.
Membre résidant à partir de 1907, il est très actifs dans la Société archéologique, scientifique et littéraire de Béziers, dont il est le secrétaire adjoint en 1911 et rapporteur du concours de poésie française.
Vers 1914 il s'installe à Barcelone mais continue de publier des poèmes dans les revues de sa région, comme La Vie montpelliéraine.
Auguste Capdeville meurt le 11 avril 1934 à Barcelone et est inhumé à Villeneuve-les-Béziers le 26 avril 1934,.
Il lègue un tiers de sa fortune à l’Académie Française et un tiers à la Société archéologique de Béziers à laquelle il avait offert sa bibliothèque.

## Œuvres principales
- Bluettes anacréontiques, poèmes, 1879[13]
- Boutades et étincelles, 1880[14]

## Distinctions
- Chevalier de l'Ordre royal de Mélusine[3]

## Hommages et postérité
- A sa mort, il lègue à l'Académie française une somme de 375 000 francs pour que les revenus constituent le prix de poésie Auguste Capdeville. Ce prix doit récompenser « trois lauréats d'un concours dont le sujet sera toujours le même : Amour d'un fils pour sa mère. Il devra être traité en cent vers au maximum »[15],[16].
- Un prix de poésie sur Le Devoir, de la Fondation Auguste Capdeville de la Société archéologique, scientifique et littéraire de Béziers, récompense six lauréats chaque année[17].
- En mai 2024, la Société archéologique, scientifique et littéraire de Béziers lui rend hommage à l'Hôtel Bergé pour une performance théâtrale intitulée Cap sur la Ville par Capdeville, autour de textes savoureux et truculents qui font découvrir le Béziers de la Belle Époque[4].